# دیادووسکو
دیادووسکو (به بلغاری: Dyadovsko) روستایی در بلغارستان است که در شهرستان چرنوچن واقع شده‌است. دیادووسکو ۴٫۹۴۷ کیلومتر مربع مساحت و ۳۹۹ نفر جمعیت دارد.